# Зальм (княжество, 1802—1811)
Княжество Зальм (нем. Fürstentum Salm) — историческое государство, существовавшее на западе Вестфалии с 30 октября 1802 г. по 28 февраля 1811 г.

## Предыстория

### Княжество Зальм-Зальм (1623—1793)

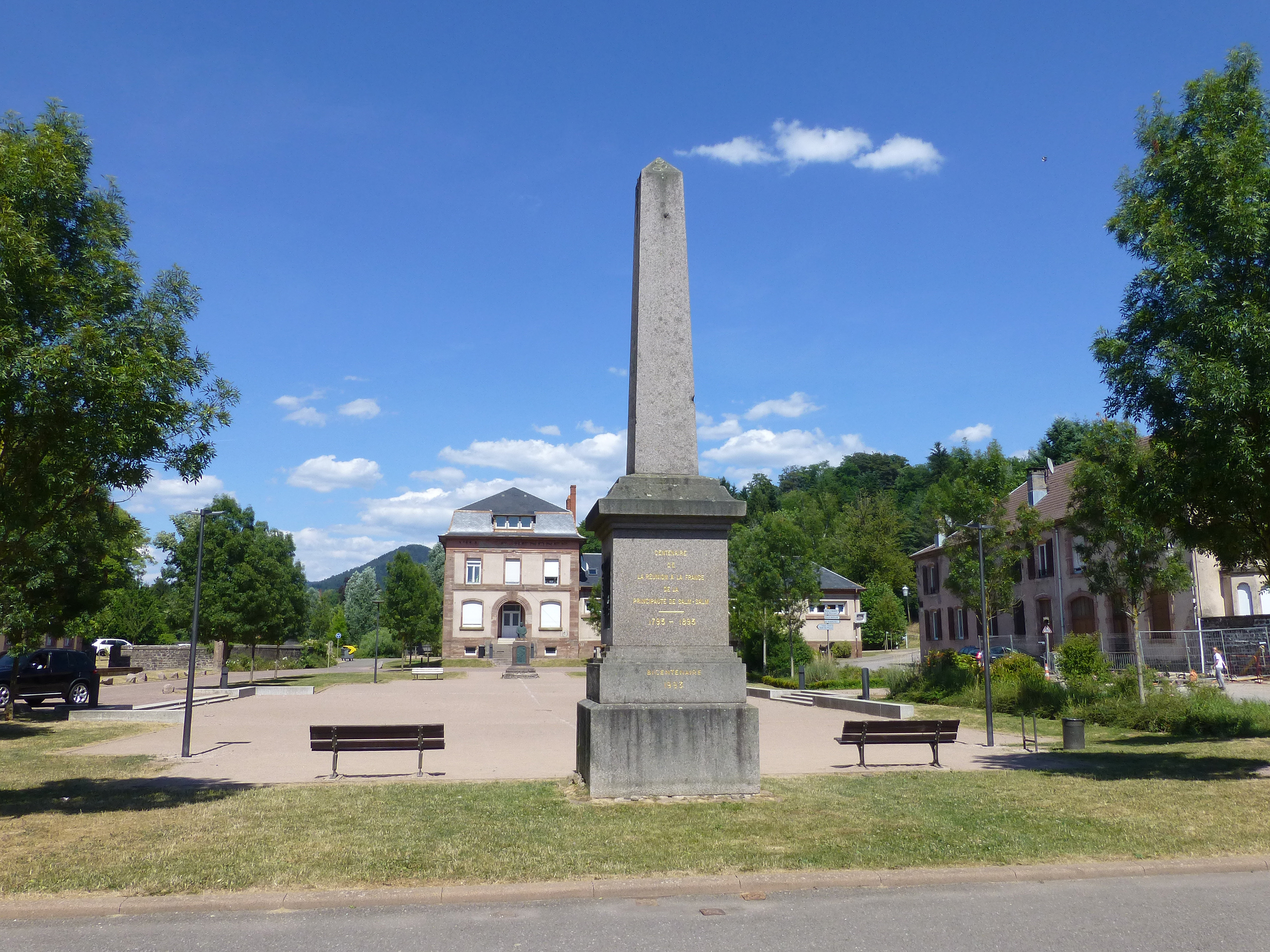
Обелиск 1893 года в Сеноне в память о присоединении княжества Зальм к Франции в 1793 году.

Княжество Зальм существовало с XVI в.,. Это владение возникло из графства Сальм в Вогезах. После того, как его правитель Филипп Отто фон Зальм был возведен императором Фердинандом II 8 января 1623 г. в наследственный имперский княжеский сан за оказанные им военные услуги, после чего его потомки называли себя рейнграфами Зальм. 28 февраля 1654 г. Леопольд Филипп Карл фон Зальм первым из династии Зальм получил место и право голоса в совете имперских князей в Рейхстаге в Регенсбурге. Главным городом княжества до 1751 г. был лотарингский Баденвейлер, далее им стал Сен. После присоединения Лотарингии к Франции территория княжества Зальм-Зальм стала эксклавом Священной Римской империи, а после французской революции была захвачена западным соседом. В конце апреля 1790 г. князь Константин фон Зальм-Зальм бежал из своей резиденции в Сене и переехал в замок Анхольт в своих вестфальских владениях. 2 марта 1793 года Национальный конвент принял решение о присоединении княжества Зальм к Франции со ссылкой на желание местного населения, этому предшествовал пятимесячный запрет на торговлю с княжеством («запрет на фрукты»). Князь протестовал против аннексии посредством меморандума, который он адресовал рейхстагу Священной Римской империи 29 марта 1793 года.
- Филипп Отто фон Зальм, князь Зальм (1623—1634)
- Людвиг фон Зальм, князь Зальм (1634—1636)
- Леопольд Филипп Карл фон Зальм, князь Зальм (1636—1663)
- Карл Теодор Отто фон Зальм, князь Зальм (1663—1710)
- Людвиг Отто фон Зальм, князь Зальм (1710—1738)
- Николаус Леопольд фон Зальм-Зальм, князь Зальм (1738—1770), первый князь Зальм-Зальм (1743—1770)
- Людвиг фон Зальм-Зальм, князь Зальм-Зальм (1770—1778)
- Константин фон Зальм-Зальм, князь Зальм-Зальм (1778—1828), князь Зальм (1773—1828), князь Зальма (1802—1811)

### Княжество Зальм-Кирбург (1743—1798)
Графство Зальм-Кирбург существовало на территории нынешней Рейнланд-Пфальца с 1499 г. как свободное имперское, с 21 февраля 1743 г. стало княжеством). После завоевания французами в 1794/1795 гг. и дальнейшей аннексией в 1798 году, Священная Римская империя уступила страну её по Люневильскому миру. Последние князья Зальм-Кирбург проживали в основном в Париже и его окрестностях.
- Йохан Доминик фон Зальм-Кирбург, князь Зальм-Кирбург (1743—1778) (совместно с Филиппом Йозефом фон Зальм-Кирбургом)
- Филипп Йозеф фон Зальм-Кирбург, князь Зальм-Кирбург (1743—1778, совместно с Йоханом Домиником фон Зальм-Кирбургом)
- Фридрих III фон Зальм-Кирбург, князь Зальм-Кирбург (1779—1794)
- Фридрих IV фон Зальм-Кирбург, князь Зальм-Кирбург (1794—1810/1811)

## Княжество Зальм с 1802 по 1811 г

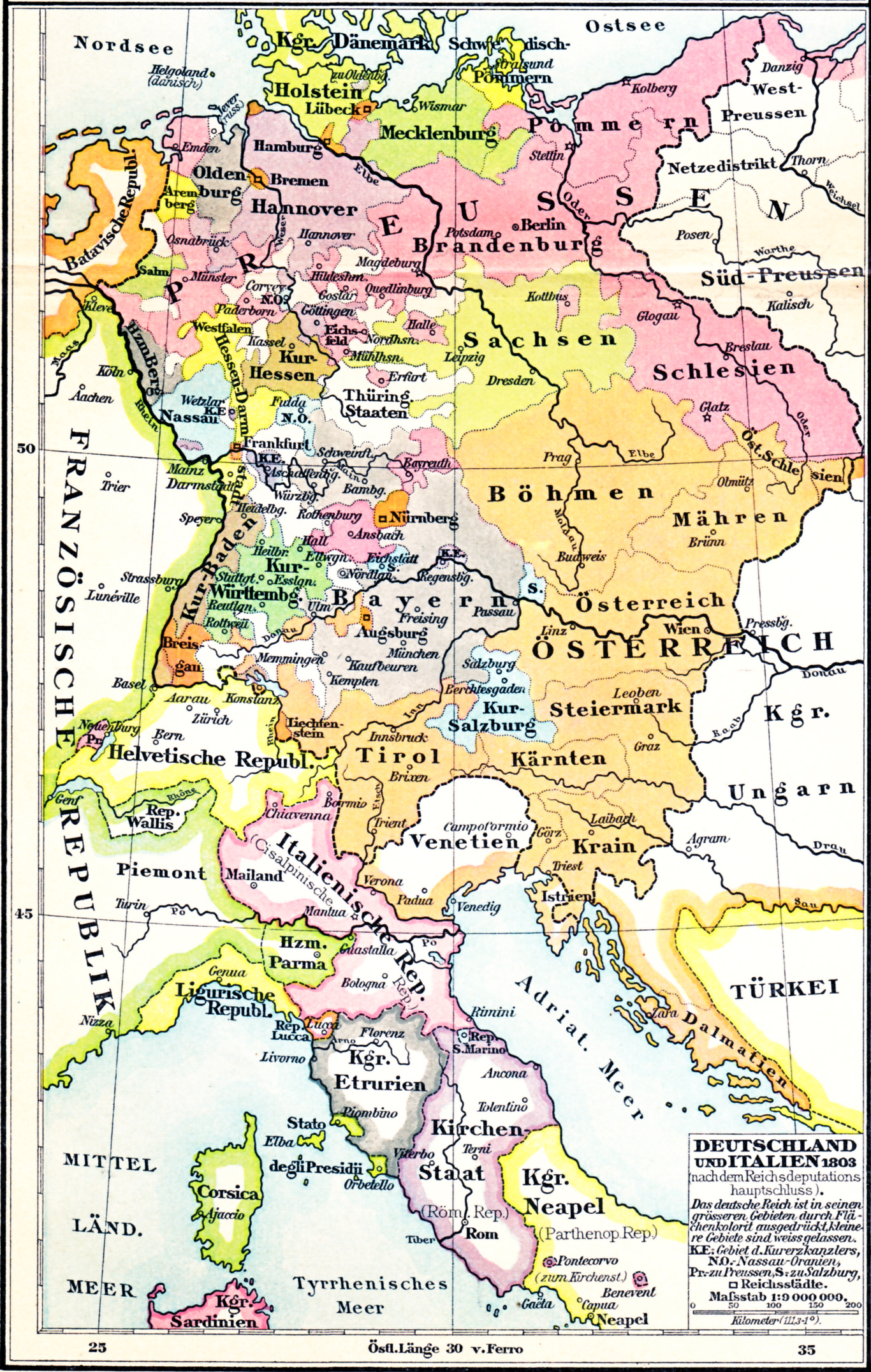
Княжество Зальм в 1803 г.

Княжество Зальм принадлежало к наполеоновской системе государств, становление, развитие и упадок которых были тесно связаны с ходом наполеоновских войн и внешней политикой Франции. С одной стороны, эти государства образовывали сферы влияния, а с другой — буферные зоны между крупными европейскими державами. Империалистическая политика Наполеона и многогранное культурное влияние Франции определили прежде всего развитие княжества как во внешних, так и во внутренних отношениях.
С момента имперской ратификации Reichsdeputationshauptschluss 27 апреля 1803 г. до возложения императорской короны императором Францем II 6 августа 1806 г. княжество Зальм изначально было членом Священной Римской империи, а после её роспуска- независимым государством, подверженным сильному французскому влиянию. В июне/июле 1806 года княжество было одним из государств-основателей Рейнского союза. Несмотря на гарантии защиты, союза и суверенитета, Франция 13 декабря 1810 г. решила аннексировать княжество, что и случилось 28 февраля 1811 г.. После поражения французов в 1813 г. и временной администрации генерал-губернаторства Везера и Рейном, княжество было создано 9 июня 1815 г. Вопреки общей тенденции к реставрации, оно не было восстановлено на Венском конгрессе, но его территория была передана Пруссии.
Княжество было кондоминиумом княжеств Зальм-Зальм и Зальм-Кирбург. Настоящий союз объединил владения Ахаус-Бохольт-Верт и Анхолт, а позже — Сеньорию Гемен, которые были находился под совместным управлением двух линий дворянской семьи Зальм (Зальм-Зальм и Зальм-Кирбург). Княжеское общее правительство Салмиша располагалось в Бохольте. Указом от 23./25. В июле 1803 года тайный советник Зальм-Зальма и директор канцелярии Питер Франц Ноэль стал главой совместного правительства, а его сын и тайный советник Зальма-Зальма Иеремия Готфрид Ноэль и тайный советник Зальм-Зальма Карл Йозеф фон Эмбден с придворными советники Зальм-Кирбурга Готфридом Шиссом и Кристианом Симоном были назначены действительными правительственными советниками, а Антон Бонати — правительственным секретарем. Указом от 30 октября/22 ноября 1809 г. были образованы три высшие государственные коллегии — земское правление, судебная палата и придворный суд. Функции правительства перешли к тайным советникам Гансу фон Бостелю, Алоису ван Лангенбергу и Андреасу Штюндеку подчинявшихся тайному советника Иеремии Готфриду Ноэлю, который по княжескому патенту от 7 апреля 1809 г. стал преемником своего покойного отца и был назначен директором объединённого правительства княжества (директором канцелярии). Питер Ноэль с сыном как представители Зальм-Зальма должны были координировать свои действия с опекуном несовершеннолетнего принца Фридриха IV Зальм-Кирбургского Францем Ксавьером фон Цвакхом,, который с 1806 года полномочным министром Королевства Бавария в Рейнском союзе во Франкфурте-на-Майне и по совместительству — «главой всех административных ветвей» княжества.
Княжество Зальм было окружено с запада, юга и востока Великим герцогством Берг, на севере — граничило с королевством Голландия, на юго-востоке с округами Реклингхаузен и Дюльмен герцогства Аренберг-Меппен.

## Создание княжества Зальм (1801—1803)

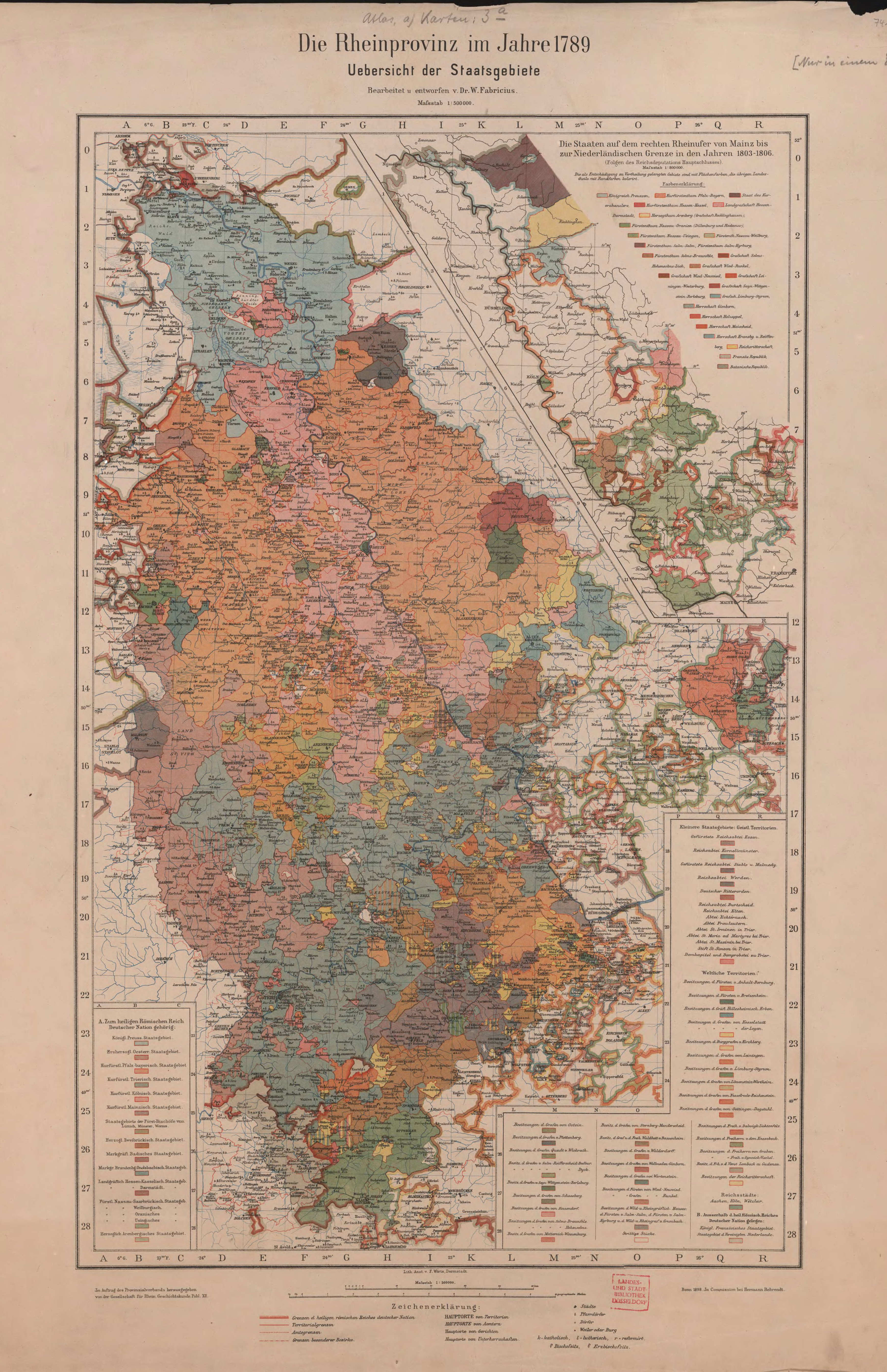
Изменение владений Зальм-Зальм и Зальм-Кирбург. Die Rheinprovinz im Jahre 1789 (Вильгельм Фабрициус, 1898).

В заключительном постановлении имперской депутации князья Зальм-Зальм и Зальм-Кирбург получили амты Ахаус и Бохольт (включая сеньорию Верта, хотя и не упомянутое прямо) Мюнстерского княжества-епископства. Князья объединили эти новые территории с амтом Анхольт в настоящий союз и управляли ими — де-факто — как реальной унией, хотя Анхольт — де-юре — не входил в состав их владений.
Российско-французский компенсационный план предполагал передачу мюнстерских амтов Ахаус и Бохольт и части амтов Вольбек и Рейн княжеским домам Зальм-Зальм, Зальм-Кирбург, Зальм-Рейффершейд и Зальм-Грумбах как совместно управляемого владения. В результате план был свернут: Зальм-Зальм и Зальм-Кирбург образовали совместное владение в Западном Мюнстере со столицами в Ахаусе и Бохольте, а Зальм-Рейффершейд учредил княжество в Краутхайме из владений княжеств-епископств Вюрцбурга и Майнца, а Зальм-Грумбах возвел мюнстерский амт Хорстмар в ранг графства Зальм-Хорстмар. Ввиду такого результата имперской депутации 21 октября 1802 г. князь Константин фон Зальм-Зальм подал 18 октября 1802 г. жалобу, по которой его дом подвергся «самому серьёзному оскорблению» через получение сеньорией Зальм-Грумбахом значительно более высокого дохода от амта Хорстмар, из-за чего компенсация Зальмам была уменьшена. Князь также напомнил о невыплаченной ссуде, которую он предоставил Трирскому архиепископству в 1788 г. и по которой он все ещё имел право на компенсацию в соответствии с Люневильским мирным договором.. Жалоба была удовлетворена, поскольку рейнский дом Зальм-Грумбах по договору от 26 октября 1802 г. обязался ежегодно выплачивать обоим княжеским домам Зальм постоянную ренту в 33 тыс. рейнских гульденов
1 августа 1806 г. с основанием Рейнского союза княжество Зальм получило небольшое имперское владение Гемен, чья крохотная территория вокруг одноимённого замка являлась анклавом на его земле. Было во власти графства Лимбург и графов Лимбург-Штирум, пока в 1800 г. по наследству не перешло в прямое имперское владение баронов Бойнебургов. В соответствии с законом о Рейнском союзе 1806 г. Бойнебурги были медиатизированы до простых дворянских землевладельцев в княжестве Зальм, поскольку государства.
Княжеские дома Зальм-Зальм и Зальм-Кирбург получили компенсацию за потерю своих территорий на левом берегу Рейна с совместно управляемыми территориями княжества Зальм в Вестфалии, которые Священная Римская империя уступила Франции по Люневильскому миру 9 февраля 1801 г. С заключительным постановлением Имперской депутации 25 февраля 1803 г. империя урегулировала детали компенсации на основе франко-российского плана, который был согласован с середины 1802 г. и предусматривал компенсацию светским имперским князьям в основном за счет духовных князей. Таким образом, княжество Зальм было правопреемником имперских княжеств Зальм-Зальм и Зальм-Кирбург, которые исчезли на левом берегу Рейна.

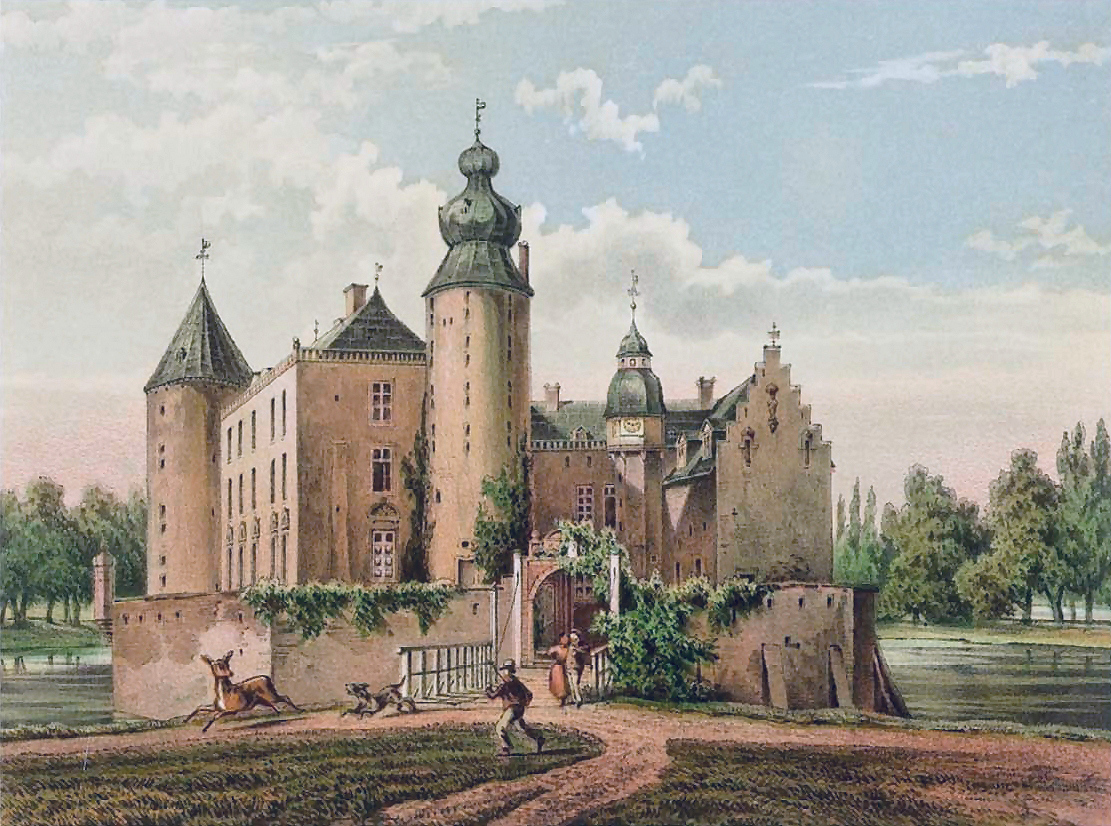
Замок Гемен на литографии 1860 года (Александр Дункер).

Небольшое имперское владение Анхольт-ан-дер-Иссель, куда князь Зальм-Зальм Константин Александр привез свою семью после утраты княжества на левом берегу Рейна около 1790 г, стала первым владением в процессе основания нового княжества Зальм. Графство Анхольт принадлежала княжескому дому Зальм с 1645 г., который после соединения двух линий и присуждения императором наследственного титула с 1743 года стал называться княжеским домом Зальм-Зальм. Княжеские линии Зальм-Зальм и Зальм-Кирбург разделили права на бывшие резиденции князя-епископа Мюнстера в Бохольте и Ахаусе в соотношении 2:1, что позже было предусмотрено в заключительном постановлении имперской депутации. Права на владение Анхольтом не были разделены, по закону о Рейнском союзе династия Зальм-Кирбург с 1806 г. обладал исключительными правами замок Гемен и прилегающую к нему сеньорию.

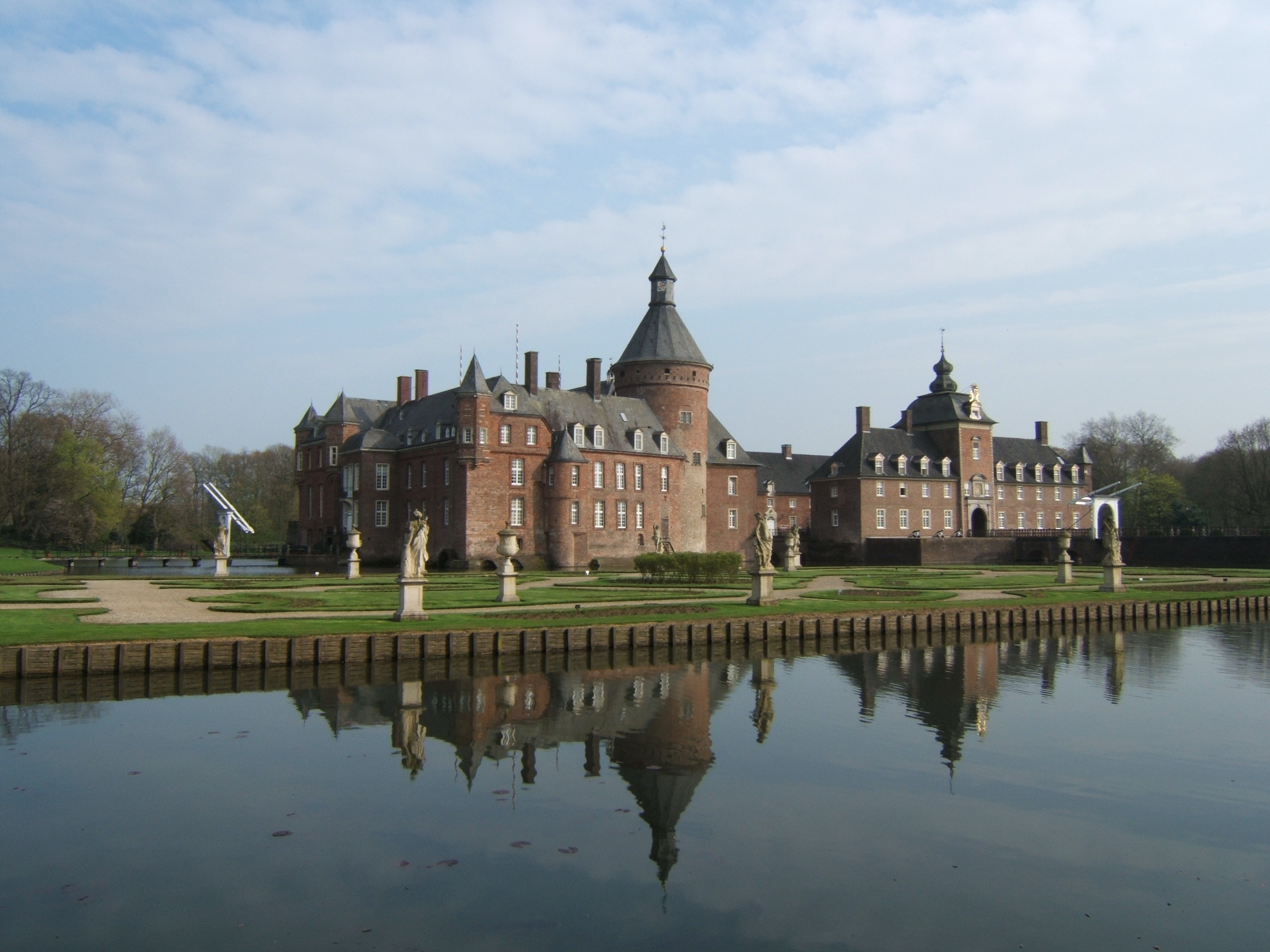
Замок Анхольт.

На основе Люневильского мира дома Зальм-Зальм и Зальм-Кирбург начали заниматься формированием общего государства в западной части Вестфалии уже примерно в 1801 г. 30 октября 1802 г. они официально вступили во владение своими новыми землями — ещё до собрания имперской депутации. В это время Мюнстерское епископство уже находилось в процессе роспуска в результате прусской оккупации Мюнстера. Обе ветви в секуляризованном монастыре в городе Бохольт согласились сформировать совместно управляемое княжество Залм и создать «коллективное правительство княжества Салмиш». С 1802 г. начало работу новое законодательство и администрация в княжестве Зальм, которые в значительной степени и всё больше основывались на современных законодательных и исполнительных моделях Французской империи, великого герцогства Берг и королевства Голландия. Хотя они не ввели кодекс Наполеона, новое правительство разработало сравнительно прогрессивный стандарт национального управления, несмотря на краткую историю жизни княжества и трудности времени. Особого внимания заслуживает предоставление свободы вероисповедания в 1806 г.

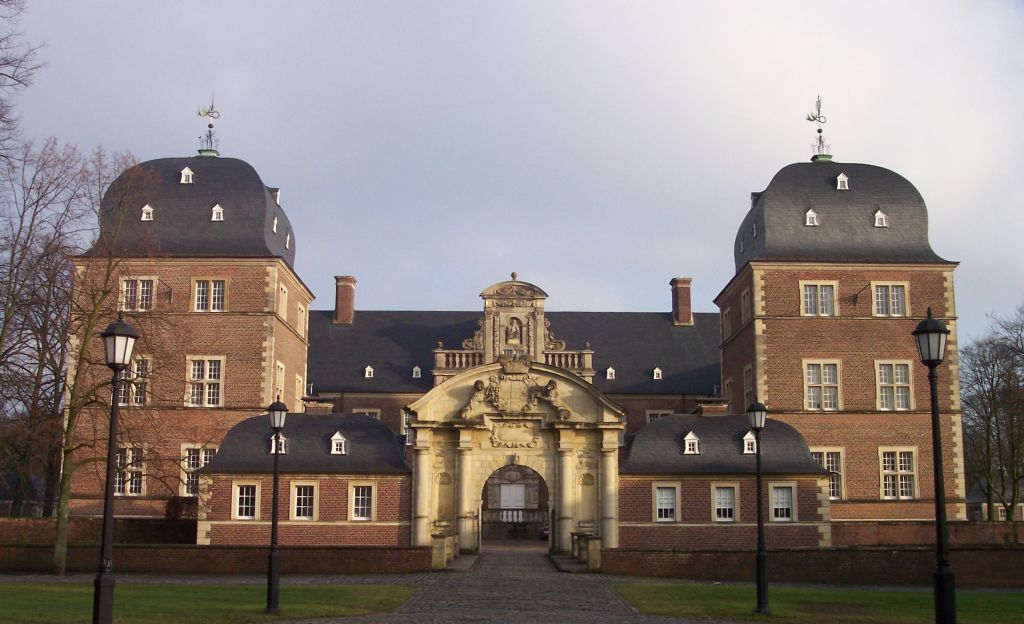
Замок Ахаус.

В то время как город Бохольт служил местопребыванием правительства и столицей княжества, замок Анхольт (Зальм-Зальм) и замок Ахаус (Зальм-Кирбург) были резиденциями. Совместное правительство в Бохольте было также высшей судебной и финансовой властью. Чиновники, всегда находившиеся на службе у князей, которые теперь олицетворяли власть в коллегиальном правительственном органе, назывались «оберландцами». В 1806 г. друг Фридриха Савиньи и Клеменса Брентано Ганс фон Бостель вошёл в провинциальное правительство в качестве правительственного и тайного советника из Зальм-Кирбурга. Как местный житель, в правительство был назначен юрист Алоис Франц Бернхард ван Лангенберг. Ещё одним высокопоставленным чиновником, происходившим из местной семьи и назначенным на государственную службу, был гофкаммерат Антон Дипенброк, отец будущего князя-епископа Бреслау Мельхиора фон Дипенброка. 30 октября и 22 ноября 1809 г. высшие органы государственной власти были реорганизованы: было установлено разделение внутри администрации и разделение между администрацией и судебной властью. Судебная палата, отвечавшая за владения и финансы государя, и надворный суд как высшая судебная власть были отделены от правительства; все они были размещены в Бохольте.

## Вхождение в Рейнский союз (1806)

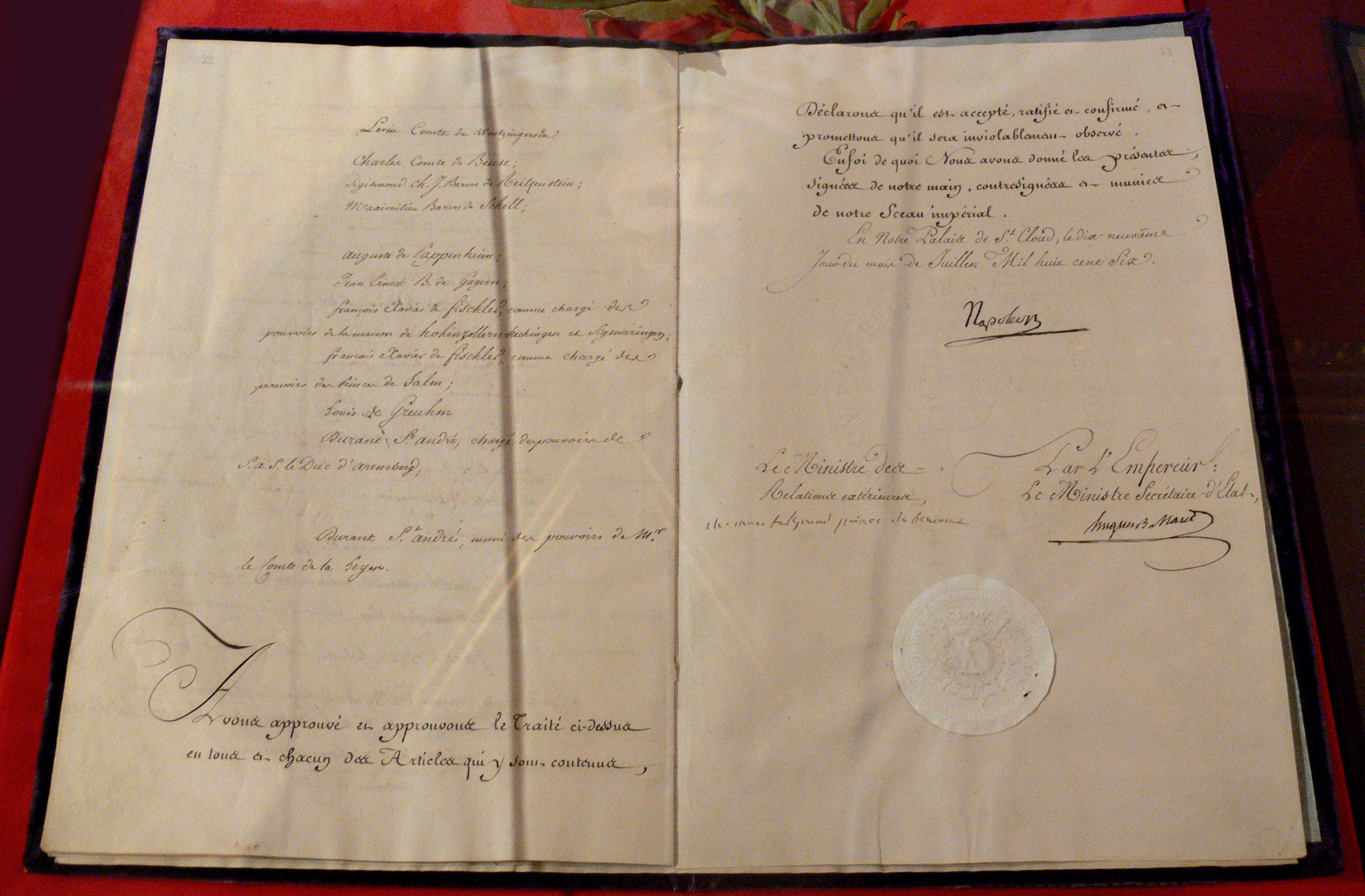
Копия акта о Рейнском союзе для княжества Гогенцоллерн-Зигмаринген.

Отделение южных и западных германских князей от Священной Римской империи в конечном итоге было следствием австро-прусского соперничества и конституционной слабости Священной Римской империи. Пруссия, в частности, отвернулась от идеи имперской целостности, как показал заключённый с Францией сепаратный мирный договор в Базеле. СРИ теперь стала объектом притязаний Франции и Пруссии, в то время как Австрия стремилась в первую очередь отстоять свои интересы. Также на это повлияла Война третьей коалиции, победа в которой Франции по Пресбургскому и Шёнбруннскому договорам усилила власть Наполеона над Южной, Западной и Центральной Европой и дал ему ещё больший авторитет в среде имперских князей, видевших союз с Францией основой для сохранения независимости в формате Третьей Германии.
С ратификацией 25 июля 1806 г. Акта о Рейнском союзе княжество Зальм («Государство князей Зальм», ст. 24) вошло в число его основателей. Рейнский союз находился под протекторатом императора Наполеона и отделился от Священной Римской империи, чей император Франц II 6 августа сложил корону и распустил СРИ. Юридически князья Зальм-Зальм и Зальм-Кирбург получили полный внутренний и в значительной степени внешний суверенитет, хотя княжество Зальм по сути было государством-сателлитом Франции. В акте о Рейнском союзе подписавшие его государства признали полный суверенитет князей и их взаимные обязательства, также правители были обязаны предоставить определённый контингент войск в рамках военного союза с Францией.

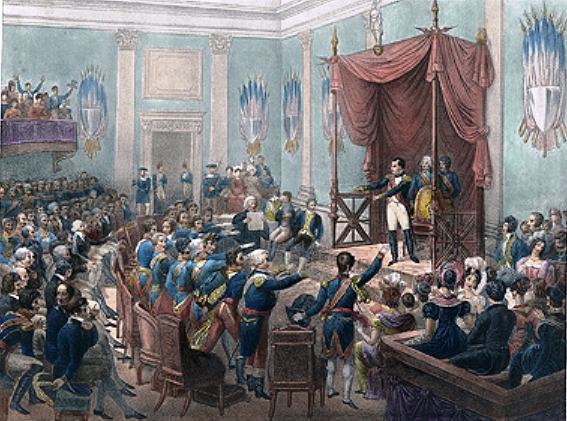
Клятва князей при образовании Рейнского союза. Шарль Мотте (1820—1830).

С основанием Рейнского союза и роспуском Священной Римской империи Зальм-Зальм и Зальм-Кирбург добились признания своих княжеств и избежали участи многих других более мелких государств-членов Священной Римской империи, которые были медиатизированы. Княжеские дома Зальма были обязаны этим, в частности, престижу князя Фридриха III Зальм-Кирбурга и личному влиянию принцессы Амалии Зефирины фон Гогенцоллерн-Зигмаринген, которая была подругой императрицы Жозефины и министра иностранных дел Талейрана и, таким образом, смогла успешно представить интересы домов Гогенцоллерн и Зальм французскому императорскому двору. Сам Наполеон писал в своих мемуарах, что Гогенцоллерны и Зальмы были «допущены» в Рейнский союз, ибо некоторые члены этих семей долгое время оставались во Франции и проявили «преданность».
Во время переговоров по акту интересы Гогенцоллернов (Зигмаринген и Хехинген) и Зальмов (Зальм и Кирбург) представлял поверенный в делах Франц Ксавьер Фишлер, в будущем женившийся на сестре князя Антона Алоиса Гогенцоллерн-Зигмаринген. Его тетя, принцесса Гогенцоллерн-Зигмаринген, подписала акт в Париже 12 июля от имени несовершеннолетнего принца Фридриха фон Зальм-Кирбург, 26 июля документы подтвердил дядя — принц Мориц, который также был назначен опекуном. Франц Ксавьер фон Цвак также подписал договор, но не в качестве министра Баварии в союзе, а как главы попечительского совета принца. Князь Константин подписал акт от имени дома Зальм-Зальм 21 июля 1806 года во время пребывания в Аахене.
В ходе войны четвёртой коалиции княжество Зальм разместило направленных на захват прусского наследственного княжества Мюнстер голландских солдат и снабжало продовольствием действовавшую с 1805 г. французскую крепость Везель. По итогам войны Пруссия потерпела поражение и признало как Рейнский союз, так и его членов.

## Внутреннее устройство
Княжество Зальм было основано на персональной унии двух суверенных княжеств (Realunion), чья связь выражалась в создании указов и декретов совместно назначаемыми чиновниками и подписывании их обоими государями. Всё это основывалось на многолетнем опыте родов Зальм в управлении владениями, которые благодаря отсутствию чёткого и единого порядка первородства были сложно разделены между семьями.
Эта особенность была вызвана тем, что заключительное постановление изначально предусматривал дальнейшее определение границ составлявших Священную Римскую империю государств, включая раздела территории между Зальм-Зальмом и Зальм-Кирбургом. По приказу, который был только оглашён, но не издан, отведенные князьям земли должны были быть разделены в соотношении 2/3 (Зальм-Зальм) к 1/3 (Зальм-Кирбург). В итоге раздел был отложен на будущее, а два княжеских дома предпочли управлять общими владениями. Равноправными монархами были князь Константин фон Зальм-Зальм и Фридрих IV фон Зальм-Кирбург (до совершеннолетия власть от его имени была в руках регентов). Петер Франц Ноэль был представителем Княжества Зальм в Рейнской Конфедерации во Франкфурте-на-Майне.
В то время как князь Константин заботился об интересах княжества прежде всего в судах и резиденциях правительства в Гааге и Амстердаме (Королевство Голландия) и Дюссельдорфе (Великое герцогство Берг), регенты Кирбурга обеспечивали благоприятное отношение во Франции.
В армию Рейнского союза княжество выставляло 360 человек (изначально было 323). В обмен на согласованные по контракту платежи герцогству Нассау, которое увеличило свой контингент в армии конфедерации, княжество избавилось от обязательств по оснащению и содержанию собственных вооружённых сил. Значительные суммы денег были собраны за счет дополнительных налогов, введенных указами от 26 октября 1806 г., 22 января и 4 апреля 1808 г.
Государственный флаг княжества Салм представлял собой триколор с горизонтальными полосами чёрного, белого и красного цветов. Черно-белый относился к гербу рейнграфов и вильдграфов,), красный и белый — к гербу дому Зальм.
Территория княжества составляла около 1705 км², в нём жило 59 086 человек Это было примерно на 31 км², больше, чем имели Зальм-Зальм и Зальм-Кирбург в имперский период, прирост составил около 9 тыс. человек.
Говорят, что годовой доход государства составлял около 230 тыс. гульденов (150 тыс. в Зальм-Зальме и 80 тыс. в Зальм-Кирбурге). С точки зрения западноевропейских наблюдателей страна считалась сравнительно отсталой в экономическом и культурном отношении, поэтому князь Мориц иногда называл её «Беотией».
Согласно Международному праву Ассоциации Рейна, Гранд Герг Берг смог использовать сельскохозяйственную дорогу, возглавляемую княжником Салм в качестве транспортной связи между южными и северными частями страны (ст. 24). В 1809 году дополнительное соглашение между княжником Салм и Большим Герцогством Берг регулировалось тем, что Bergische Post должен не только работать на сельской дороге, обозначенной в Ассоциации Рейна, но и должен предлагать почтовые услуги по всему княжеству SALM. Ранее принц Принц Мориц принца Фридриха пытался установить свой собственный пост — Postes de Pays de Salm et d’Anholt..

## Внешняя политика

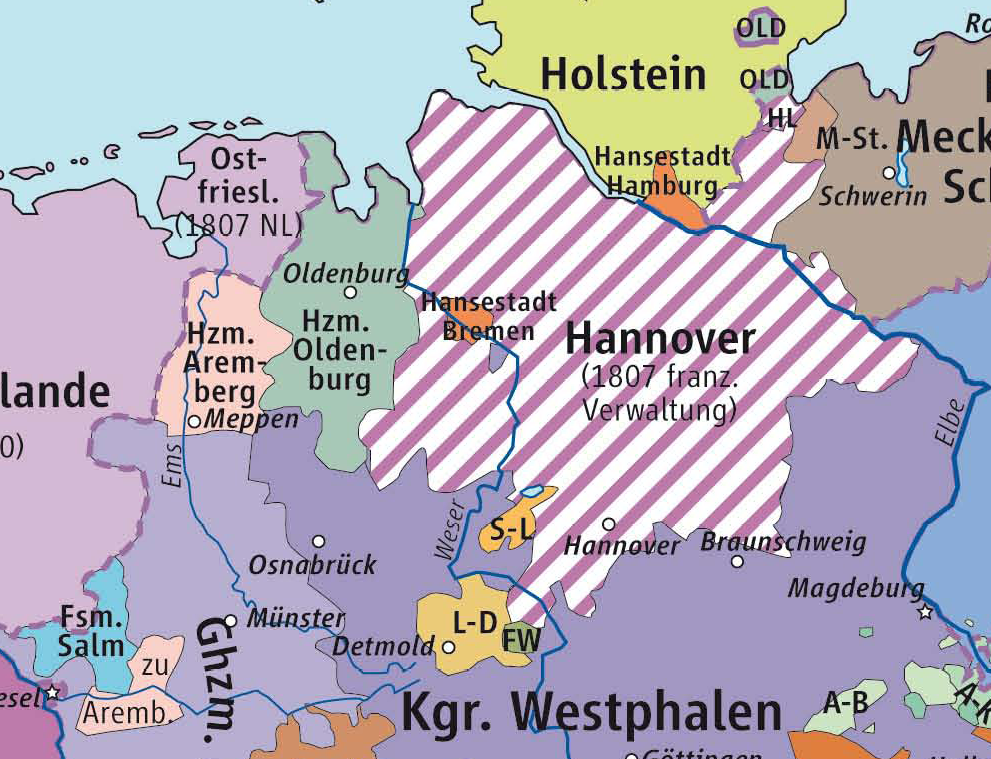
Княжество Зальм и его соседи в 1807 г.

Княжество Зальм было окружено государствами, в которых Франция либо доминировала, либо имела сильное влияние:
- Великое герцогство Берг было под прямым французским управлением после коронации Иоахима Мюрата королём Неаполя в 1808 г.
- Королевство Голландия было создано в 1806 г. из Ботавской республики, им правил Людовик Бонапарт.

Страх аннексии не был необоснованным, ибо имперский комиссар в герцогстве Берг Жан Клод Беньо предпринимал усилия по увеличению территории: в сентябре 1809 года он разработал план присоединения Аренберг-Меппена и других районов, который был 17 декабря представлен Наполеону. Чтобы избежать аннексии и сохранить влияние, князья Зальм стремились к близости к Франции и её имперскому дому. В это время герцог Аренберг-Мезпена Людвиг Энгельберт передал трон своему сыну Просперу Людвигу в 1803 году, в 1806 г. стал членом сената Франции, а через два года Проспер женился на родственнице императрицы Жозефины Богарне Стефани Таше де ла Пажери. В качестве полковника и адъютанта короля Вестфалии Жерома Бонапарта Флорентин Зольм-Зольм женился 21 июля 1810 года в замке Вильгельмсхёэ на корсиканской дворянке и племяннице мужа сестры Наполеона Феликса Бачиокки. Брак был одобрен Наполеоном и его царствующими родственниками.
Князь Фридрих IV Зальм-Кирбург обучался в военной школе в Фонтенбло, воевал на стороне Франции в Испании, Австрии и Италии, где командовал 14 -м полком шассёров.

## Аннексия Францией (1810/1811)

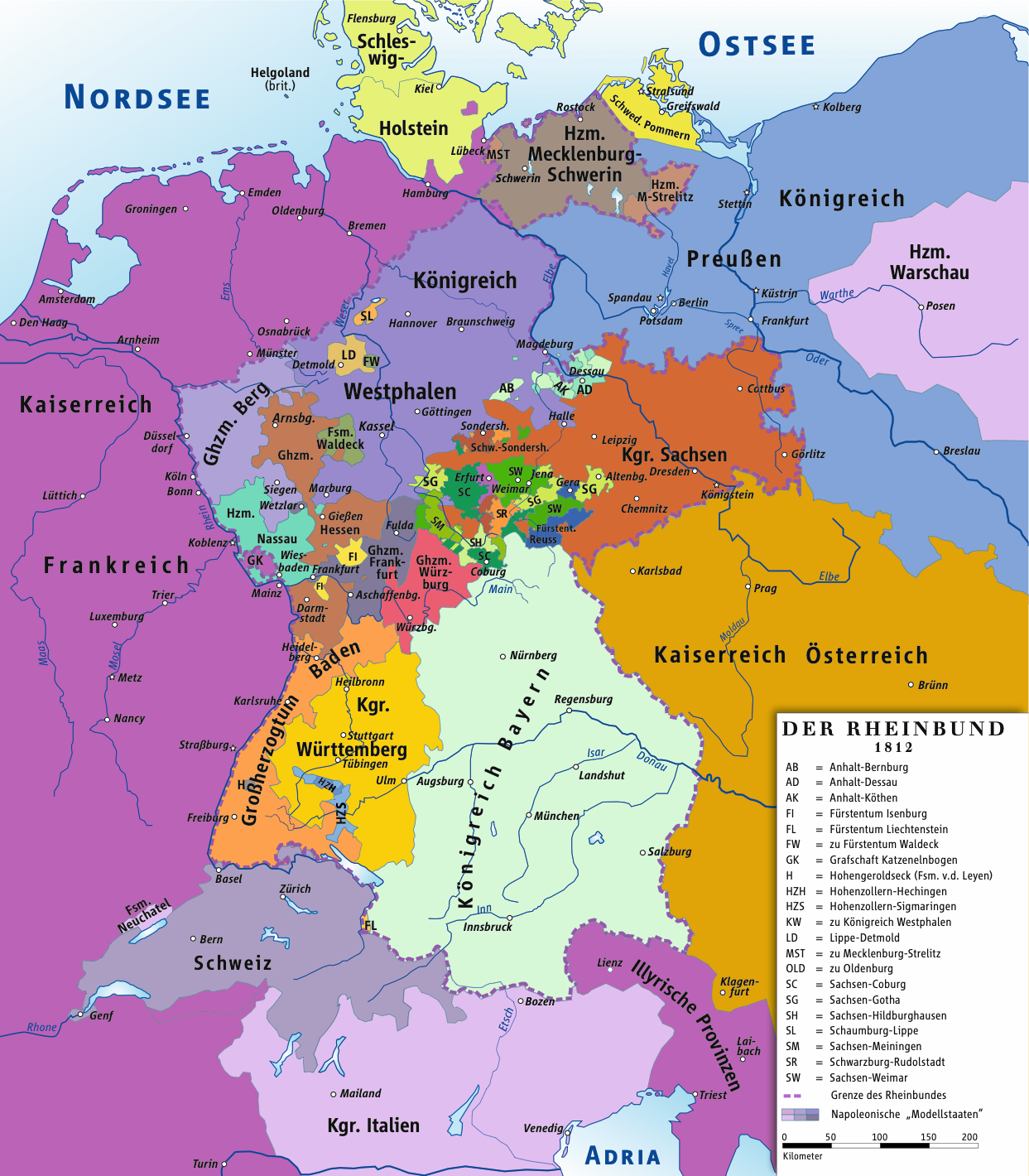
Рейнский союз в 1812 г.

Франция в 1812 г., княжество Зальм включено в департамент Липпе.

9 ноября 1810 г. представители князей Зальм Петер Франц Ноэль и Людвиг Бенедикт Франц Фрейхерр фон Бильдербек узнали в Фонтенбло от министра иностранных дел Франции Жана Батиста Номпера де Шампаньи о намерении присоединить княжество к империи в обмен на выплату правящим домам материальной компенсации и сохранения доменов. Постановлением Сената от 13 декабря 1810 г. Франция решила аннексировать княжество в нарушение законодательства Рейнского союза (нарушение взятой Францией на себя функции защитника (ст. 12), изменение суверенитета должно быть поддержано другими участниками и могло произойти лишь в их пользу (ст. 8). 1 января 1811 г. французский капитан явился в качестве имперского посланника и объяснил сальмийскому государственному правительству в Бохольте, которое 24 декабря 1810 г. объявило о вступлении на престол принца Фридриха IV Зальм-Кирбургского, о захвате княжества Зальм от имени императора французов. Присоединение произошло 28 февраля 1811 г., накануне правительство Зальма объявило о передаче княжества и владений в Анхольте и Гемене французскому поверенному в делах Французской империи в Рейнской конфедерации Теобальду фон Бахеру. После временного включения в состав французских департаментов Устье Эйссела и Верхний Эйссел (с 26 декабря 1810 г.) княжество 27 апреля 1811 г. было передано в состав департамента Липпе. Франция предоставила компенсацию князьям Зальм в размере 128 тыс. франков в год, из которых 45 тыс. шли Зальм-Кирбургам.
Французской аннексии также подверглись королевство Голландия, части ранее оккупированного курфюршества Ганновер, ганзейские города Бремен, Гамбург и Любек, герцогства Ольденбург и Аренберг-Меппен, части Вестфальского королевства и Великого герцогства Берга. Причиной этого стали попытки установить эффективную континентальную блокаду Великобритании за счёт контроля вдоль континентального побережья Северо-Западной Европы. 19 августа 1809 года французская таможня была переведена в Ахаус для борьбы с «контрабандой», в сентябре 1810 г. для их защиты и поддержки была переведена рота бергской пехоты, за которой через несколько дней последовал весь 37-й французский линейный полк (37ème regiment d’infanterie de ligne), который был расквартирован в Ахаусе, Вессуме и Вюллене и только в апреле 1811 г. был отчислен. Также на это могил повлиять идеи о лучшей финансовой эксплуатации областей, набора войск, предотвращения потенциального английского вторжения и противодействия Пруссии и России.
Лишившись владений, князья Зальм-Кирбурга и Зальм-Зальма продолжил военную карьеру на французской и вестфальской службе. Экономика княжества только выиграла от вхождения в состав Франции из-за существовавших там высоких импортных пошлин и рынков сбыта.

## Попытка реставрации

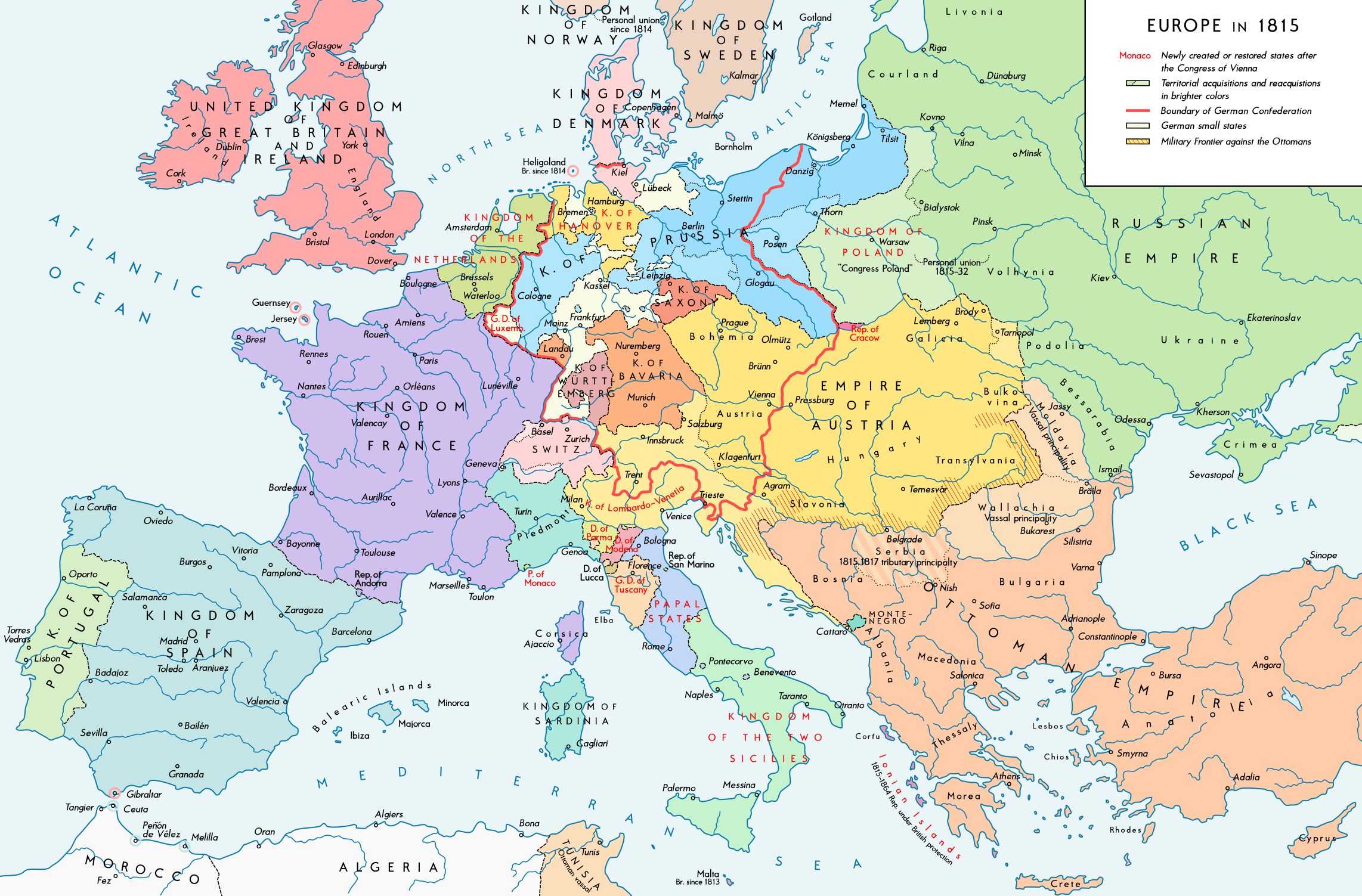
Европа по итогам Венского конгресса.

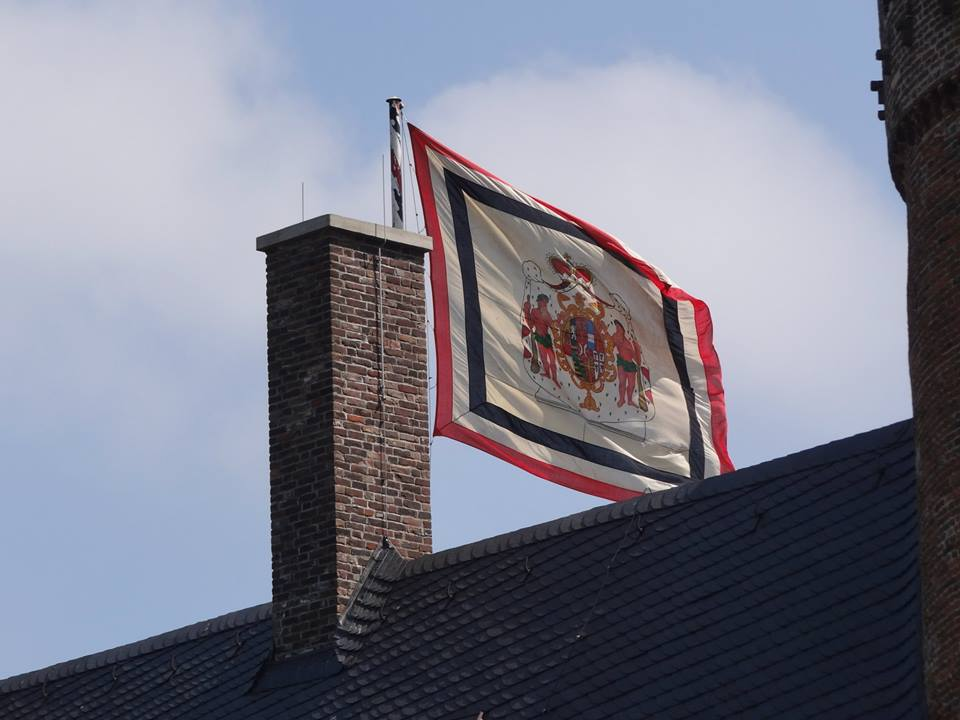
Княжеский штандарт Сальм-Сальм в замке Анхольт.

После краха Наполеона в ноябре 1813 г. дома Зальм-Зальм и Зальм-Кирбург пытались восстановить свое княжество, чему способствовало письмо полковника казачьего полка 2-го корпуса русской армии князя Льва Нарышкина от 12 ноября 1813 г. В нём  князьям вместе с другими бывшими государями предлагалось принять необходимые меры для обеспечения содержания наступающих войск на принадлежавших им территориях. 2 января 1814 г. председатель Комитета по немецким делам Генрих Штейн сообщил князю, что союзные державы приняли принцип, опосредованный Актом о Рейнском союзе 1806 г., по которому князья Зальм признавались суверенными правителями. На аудиенции австрийского императора Франца I во Франкфурте 22 октября 1814 г. опредставители князей Зальм попросили снова дать им княжеское достоинство, на что получили положительный ответ.
Однако Венский конгресс 1815 г. прив`л к присоединению территорий княжества Зальм к Пруссии (провинция Вестфалия), оккупация произошла 21 июня 1815 г. 19 ноября 1813 г. прусский генерал Фридрих фон Бюлов объявил князьям, что Пруссия не потерпит восстановления их суверенитета. За отказ от юрисдикции, собственной полицейской службы и освобождение от налогов Пруссия предоставила дому Зальм-Зальм и Зальм-Кирбург годовую пенсию в 13,39 и 6 тыс. талеров.
Согласно статье 14 Федерального закона Германии и законам Пруссии, князья Зальм-Зальм оставались суверенами до 1920 года. Они были среди наследственных членов прусской палаты господ. Князь Зальм-Кирбург отказался от своих суверенных прав в 1825 году, когда продал свою собственность в Мюнстерланде князю Зальм-Зальму. Когда вступила в силу прусская конституция 1920 г., все ранее правившие дома в Пруссии лишились своих привилегий, в том числе и княжеский дом Зальм-Зальм.
Со смертью Фридриха VI дом Зальм-Кирбурга прекратил существование в 1905 г., Зальм-Зальм существует до сих пор.

## Архивы
- Landesarchiv Nordrhein-Westfalen (Staatsarchiv Münster), Behörden der Übergangszeit 1802–1816, Sonstige Entschädigungslande, Fürstentum Salm
  - Kanzlei (1662–1821)[57]
  - Edikte (1803–1810)[58]
- Fürstlich Salm-Salmsches und Fürstlich Salm-Horstmarsches gemeinschaftliches Archiv in der Wasserburg Anholt, Isselburg (Kreis Borken).